# Raniero Mancinelli
Raniero Mancinelli – włoski krawiec który ubierał trzech papieży: Jana Pawła II, Benedykta XVI i Franciszka.

## Biografia
Raniero Mancinelli zaczął krawiectwo mając piętnaście lat, pracując u boku ojca. Od ponad pięćdziesięciu lat projektuje sutanny dla papieży, w tym Jana Pawła II, Benedykta XVI i Franciszka. Prowadzi sklep na ulicy Borgo Pio, niedaleko Watykanu. Projektuje również ubrania dla kardynałów.
W 2025 roku zaprojektował trzy sutanny dla następcy papieża Franciszka, który miał je nosić w „Pokoju Łez” obok Kaplicy Sykstyńskiej po swoim wyborze na papieża. Nie został zatrudniony przez Watykan do wykonania sutann dla nowego papieża Leona XIV.